# 121号纽约州州道
121号纽约州州道（英語：New York State Route 121）是位于纽约州哈德遜河谷的一条南北向州级公路。

## 路线说明

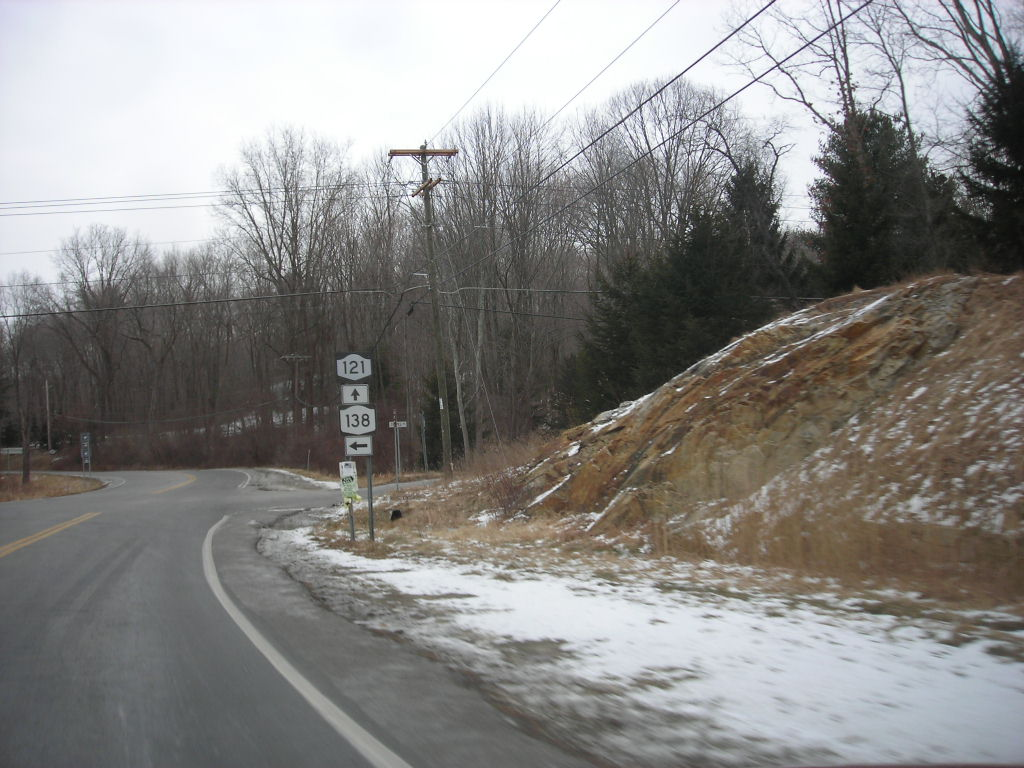
纽约 121北行与纽约交界处 138 刘易斯伯勒

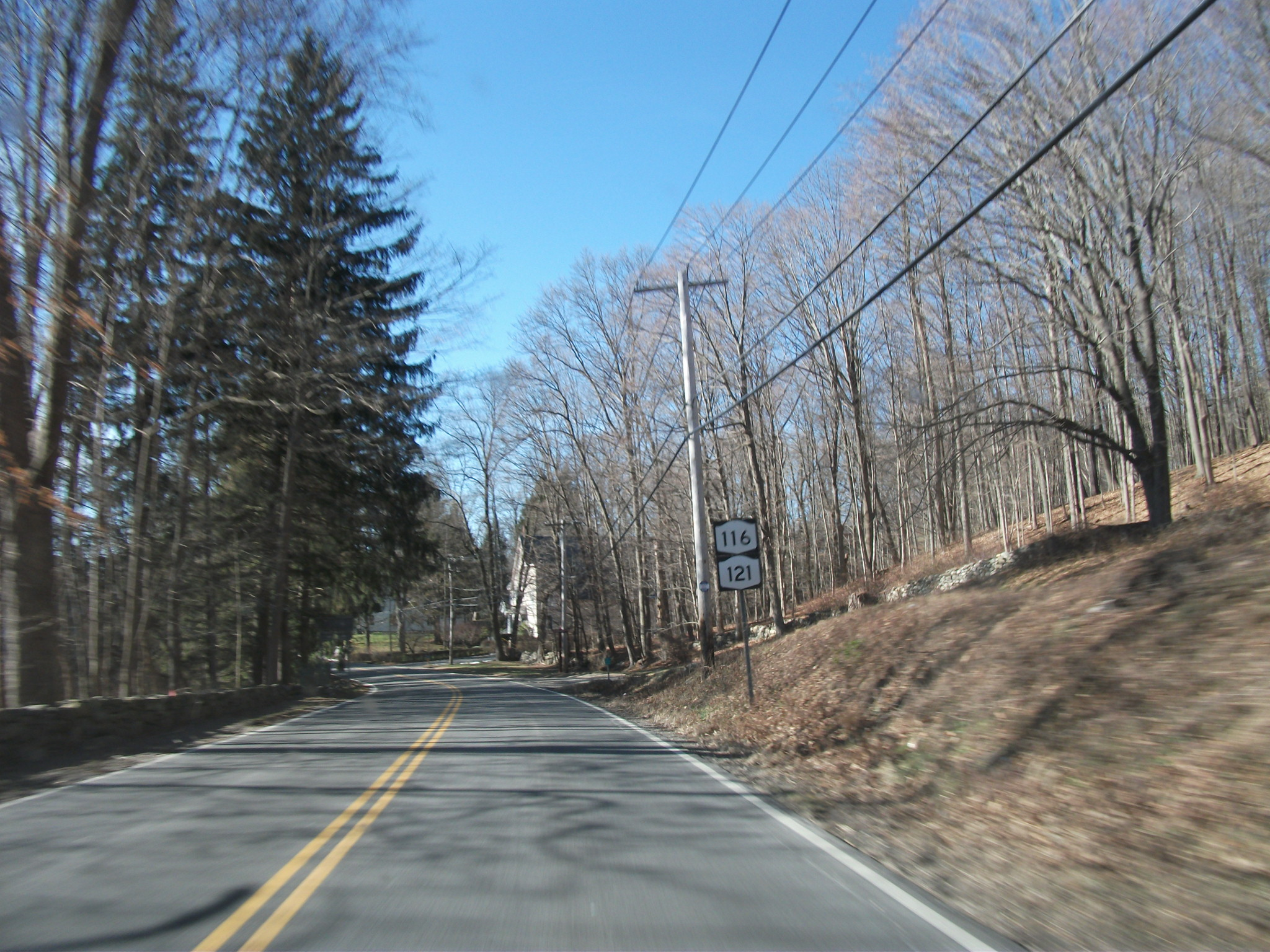
纽约 121和纽约 116 通过北塞勒姆